# Gregory Messam
Gregory Messam (24 luglio 1973) è un ex calciatore giamaicano, di ruolo difensore.

## Carriera

### Club
Ha giocato nel campionato giamaicano, statunitense e canadese.

### Nazionale
Con la maglia della Nazionale ha esordito nel 1995 e collezionato 33 presenze sino al 1998.